# Oceanisch kampioenschap voetbal 2004
Het Oceanisch kampioenschap voetbal 2004 was de zevende editie van het Oceanisch kampioenschap voetbal, een voetbaltoernooi voor landen die waren aangesloten bij de OFC, de voetbalbond van Oceanië. In 1973 is het toernooi onder de naam Oceania Cup van start gegaan.
De voorronde werd gehouden van 10 tot en met 19 mei in Honiara, Salomonseilanden (Groep A) en Apia, Samoa (Groep B). De groepsfase werd gehouden van 29 mei tot en met 6 juni in Adelaide, Australië. De nummers één en twee plaatsten zich voor de finale die in een thuis- en uitwedstrijd werd gespeeld.

## Kwalificatie
De eerste twee van de beide groepen in de voorronde gingen naar de groepsfase, samen met Australië en Nieuw-Zeeland.

### Groep 1
| Nr. | Land             | GW | W | G | V | DV | DT | DS  | Ptn | Resultaat                             |
| --- | ---------------- | -- | - | - | - | -- | -- | --- | --- | ------------------------------------- |
| 1.  | Salomonseilanden | 4  | 3 | 1 | 0 | 14 | 1  | +13 | 10  | gekwalificeerd voor het hoofdtoernooi |
| 2.  | Tahiti           | 4  | 2 | 2 | 0 | 5  | 1  | +4  | 8   | gekwalificeerd voor het hoofdtoernooi |
| 3.  | Nieuw-Caledonië  | 4  | 2 | 1 | 1 | 16 | 2  | +14 | 7   |                                       |
| 4.  | Tonga            | 4  | 1 | 0 | 3 | 2  | 17 | –15 | 3   |                                       |
| 5.  | Cookeilanden     | 4  | 0 | 0 | 4 | 1  | 17 | –16 | 0   |                                       |

|                                               |                                                   |         |       |                                                                                |
| 10 mei 2004 «onderlinge duels» 14:00 (UTC+11) | Salomonseilanden                                  | 6 – 0   | Tonga | Lawson Tamastadion, Honiara Toeschouwers: 12.385 Scheidsrechter: Harry Attison |
| 10 mei 2004 «onderlinge duels» 14:00 (UTC+11) | Fa'arodo 12', 30', 77' Maemae 62', 76' Samani 79' | Verslag |       | Lawson Tamastadion, Honiara Toeschouwers: 12.385 Scheidsrechter: Harry Attison |

|                                               |                         |         |              |                                                                                 |
| 10 mei 2004 «onderlinge duels» 16:00 (UTC+11) | Tahiti                  | 2 – 0   | Cookeilanden | Lawson Tamastadion, Honiara Toeschouwers: 12.000 Scheidsrechter: Rajendra Singh |
| 10 mei 2004 «onderlinge duels» 16:00 (UTC+11) | Temataua 2' Moretta 80' | Verslag |              | Lawson Tamastadion, Honiara Toeschouwers: 12.000 Scheidsrechter: Rajendra Singh |

|                                               |                                                         |         |              |                                                                              |
| 12 mei 2004 «onderlinge duels» 14:00 (UTC+11) | Salomonseilanden                                        | 5 – 0   | Cookeilanden | Lawson Tamastadion, Honiara Toeschouwers: 14.000 Scheidsrechter: Lencie Fred |
| 12 mei 2004 «onderlinge duels» 14:00 (UTC+11) | Waita 21' Omokirio 27' Samani 45' Maemae 70' Leslie 81' | Verslag |              | Lawson Tamastadion, Honiara Toeschouwers: 14.000 Scheidsrechter: Lencie Fred |

|                                               |         |       |                 |                                                                                |
| 12 mei 2004 «onderlinge duels» 16:00 (UTC+11) | Tahiti  | 0 – 0 | Nieuw-Caledonië | Lawson Tamastadion, Honiara Toeschouwers: 14.000 Scheidsrechter: Leone Rakaroi |
| 12 mei 2004 «onderlinge duels» 16:00 (UTC+11) | Verslag |       |                 | Lawson Tamastadion, Honiara Toeschouwers: 14.000 Scheidsrechter: Leone Rakaroi |

|                                               |                         |         |              |                                                                                   |
| 15 mei 2004 «onderlinge duels» 14:00 (UTC+11) | Tonga                   | 2 – 1   | Cookeilanden | Lawson Tamastadion, Honiara Toeschouwers: 15.000 Scheidsrechter: Salaiau Sosongan |
| 15 mei 2004 «onderlinge duels» 14:00 (UTC+11) | Uhatahi 46' Vaitaki 61' | Verslag | 59' Pareanga | Lawson Tamastadion, Honiara Toeschouwers: 15.000 Scheidsrechter: Salaiau Sosongan |

|                                               |                          |         |                 |                                                                                |
| 15 mei 2004 «onderlinge duels» 16:00 (UTC+11) | Salomonseilanden         | 2 – 0   | Nieuw-Caledonië | Lawson Tamastadion, Honiara Toeschouwers: 20.000 Scheidsrechter: Harry Attison |
| 15 mei 2004 «onderlinge duels» 16:00 (UTC+11) | Omokirio 10' G. Suri 42' | Verslag |                 | Lawson Tamastadion, Honiara Toeschouwers: 20.000 Scheidsrechter: Harry Attison |

|                                               |                                                                      |         |              |                                                                              |
| 17 mei 2004 «onderlinge duels» 14:00 (UTC+11) | Nieuw-Caledonië                                                      | 8 – 0   | Cookeilanden | Lawson Tamastadion, Honiara Toeschouwers: 400 Scheidsrechter: Rajendra Singh |
| 17 mei 2004 «onderlinge duels» 14:00 (UTC+11) | P. Wajoka 3' M. Hmae 20', 40', 42', 52', 85' Djamali 25' J. Hmae 35' | Verslag |              | Lawson Tamastadion, Honiara Toeschouwers: 400 Scheidsrechter: Rajendra Singh |

|                                               |                           |         |       |                                                                                |
| 17 mei 2004 «onderlinge duels» 16:00 (UTC+11) | Tahiti                    | 2 – 0   | Tonga | Lawson Tamastadion, Honiara Toeschouwers: 400 Scheidsrechter: Salaiau Sosongan |
| 17 mei 2004 «onderlinge duels» 16:00 (UTC+11) | G. Wajoka 1' Temataua 78' | Verslag |       | Lawson Tamastadion, Honiara Toeschouwers: 400 Scheidsrechter: Salaiau Sosongan |

|                                               |                                                                            |         |       |                                                                              |
| 19 mei 2004 «onderlinge duels» 14:00 (UTC+11) | Nieuw-Caledonië                                                            | 8 – 0   | Tonga | Lawson Tamastadion, Honiara Toeschouwers: 14.000 Scheidsrechter: Lencie Fred |
| 19 mei 2004 «onderlinge duels» 14:00 (UTC+11) | J. Hmae 4' Poatinda 26', 42', 79' M. Hmae 45' P. Wajoka 54', 58' Kaumé 72' | Verslag |       | Lawson Tamastadion, Honiara Toeschouwers: 14.000 Scheidsrechter: Lencie Fred |

|                                               |                  |         |           |                                                                                |
| 19 mei 2004 «onderlinge duels» 16:00 (UTC+11) | Salomonseilanden | 1 – 1   | Tahiti    | Lawson Tamastadion, Honiara Toeschouwers: 18.000 Scheidsrechter: Leone Rakaroi |
| 19 mei 2004 «onderlinge duels» 16:00 (UTC+11) | B. Suri 80'      | Verslag | 30' Simon | Lawson Tamastadion, Honiara Toeschouwers: 18.000 Scheidsrechter: Leone Rakaroi |

### Groep 2
| Nr. | Land                | GW | W | G | V | DV | DT | DS  | Ptn | Resultaat                              |
| --- | ------------------- | -- | - | - | - | -- | -- | --- | --- | -------------------------------------- |
| 1.  | Vanuatu             | 4  | 3 | 1 | 0 | 16 | 2  | +14 | 10  | gekwalificeerd voor het hoofdtoernooi. |
| 2.  | Fiji                | 4  | 3 | 0 | 1 | 19 | 5  | +14 | 9   | gekwalificeerd voor het hoofdtoernooi. |
| 3.  | Papoea-Nieuw-Guinea | 4  | 2 | 1 | 1 | 17 | 6  | +11 | 7   |                                        |
| 4.  | Samoa               | 4  | 1 | 0 | 3 | 5  | 11 | –6  | 3   |                                        |
| 5.  | Amerikaans-Samoa    | 4  | 0 | 0 | 4 | 1  | 34 | –33 | 0   |                                        |

|                                               |                     |         |            |                                                                                      |
| 10 mei 2004 «onderlinge duels» 14:00 (UTC+11) | Papoea-Nieuw-Guinea | 1 – 1   | Vanuatu    | Toleafoa J.S. Blatter Complex, Apia Toeschouwers: 500 Scheidsrechter: Matthew Breeze |
| 10 mei 2004 «onderlinge duels» 14:00 (UTC+11) | Wasi 73'            | Verslag | 90+' Lauru | Toleafoa J.S. Blatter Complex, Apia Toeschouwers: 500 Scheidsrechter: Matthew Breeze |

|                                               |                                                |         |                  |                                                                                   |
| 10 mei 2004 «onderlinge duels» 16:00 (UTC+11) | Samoa                                          | 4 – 0   | Amerikaans-Samoa | Toleafoa J.S. Blatter Complex, Apia Toeschouwers: 500 Scheidsrechter: Michael Afu |
| 10 mei 2004 «onderlinge duels» 16:00 (UTC+11) | Bryce 12' Fasavalu 30', 53' Michael 66' (pen.) | Verslag |                  | Toleafoa J.S. Blatter Complex, Apia Toeschouwers: 500 Scheidsrechter: Michael Afu |

|                                               |                  |         |                                                                             |                                                                                |
| 12 mei 2004 «onderlinge duels» 14:00 (UTC+11) | Amerikaans-Samoa | 1 – 9   | Vanuatu                                                                     | Toleafoa J.S. Blatter Complex, Apia Toeschouwers: 400 Scheidsrechter: Neil Fox |
| 12 mei 2004 «onderlinge duels» 14:00 (UTC+11) | Natia 39'        | Verslag | 30' (pen.) Qorig 37', 56', 90+' Mermer 55' Poida 65' Chilia 80', 90+' Maleb | Toleafoa J.S. Blatter Complex, Apia Toeschouwers: 400 Scheidsrechter: Neil Fox |

|                                               |                                                |         |                       |                                                                                           |
| 12 mei 2004 «onderlinge duels» 16:00 (UTC+11) | Fiji                                           | 4 – 2   | Papoea-Nieuw-Guinea   | Toleafoa J.S. Blatter Complex, Apia Toeschouwers: 400 Scheidsrechter: Constantinos Diomis |
| 12 mei 2004 «onderlinge duels» 16:00 (UTC+11) | Rabo 24' Toma 45+' Gataurua 78' Rokotakala 90' | Verslag | 12' Davani 44' Komboi | Toleafoa J.S. Blatter Complex, Apia Toeschouwers: 400 Scheidsrechter: Constantinos Diomis |

|                                               | |         |                  |                                                                                |
| 15 mei 2004 «onderlinge duels» 14:00 (UTC+11) | Fiji                                                                                                | 11 – 0  | Amerikaans-Samoa | Toleafoa J.S. Blatter Complex, Apia Toeschouwers: 300 Scheidsrechter: Neil Fox |
| 15 mei 2004 «onderlinge duels» 14:00 (UTC+11) | Toma 7', 11', 16' Vulivuli 24' Rokotakala 32', 34' Sabutu 45+', 81' Masinisau 60' Gataurua 75', 77' | Verslag |                  | Toleafoa J.S. Blatter Complex, Apia Toeschouwers: 300 Scheidsrechter: Neil Fox |

|                                               |       |         |                                 |                                                                                      |
| 15 mei 2004 «onderlinge duels» 16:00 (UTC+11) | Samoa | 0 – 3   | Vanuatu                         | Toleafoa J.S. Blatter Complex, Apia Toeschouwers: 650 Scheidsrechter: Matthew Breeze |
| 15 mei 2004 «onderlinge duels» 16:00 (UTC+11) |       | Verslag | 13' Mermer 55' Chilia 57' Maleb | Toleafoa J.S. Blatter Complex, Apia Toeschouwers: 650 Scheidsrechter: Matthew Breeze |

|                                               |                  |         |                                                                                     |                                                                                   |
| 17 mei 2004 «onderlinge duels» 14:00 (UTC+11) | Amerikaans-Samoa | 0 – 10  | Papoea-Nieuw-Guinea                                                                 | Toleafoa J.S. Blatter Complex, Apia Toeschouwers: 150 Scheidsrechter: Michael Afu |
| 17 mei 2004 «onderlinge duels» 14:00 (UTC+11) |                  | Verslag | 23', 24', 40', 79' Davani 26', 28', 64' Andrew Lepani 34' Wasi 37' Komboi 71' Lohai | Toleafoa J.S. Blatter Complex, Apia Toeschouwers: 150 Scheidsrechter: Michael Afu |

|                                               |       |         |                                                  |                                                                                           |
| 17 mei 2004 «onderlinge duels» 16:00 (UTC+11) | Samoa | 0 – 4   | Fiji                                             | Toleafoa J.S. Blatter Complex, Apia Toeschouwers: 450 Scheidsrechter: Constantinos Diomis |
| 17 mei 2004 «onderlinge duels» 16:00 (UTC+11) |       | Verslag | 17' Toma 52' Sabutu 82' Masinisau 84' Rokotakala | Toleafoa J.S. Blatter Complex, Apia Toeschouwers: 450 Scheidsrechter: Constantinos Diomis |

|                                               |      |         |                             |                                                                                      |
| 19 mei 2004 «onderlinge duels» 14:00 (UTC+11) | Fiji | 0 – 3   | Vanuatu                     | Toleafoa J.S. Blatter Complex, Apia Toeschouwers: 200 Scheidsrechter: Matthew Breeze |
| 19 mei 2004 «onderlinge duels» 14:00 (UTC+11) |      | Verslag | 45+' Thomsen 63', 65' Lauru | Toleafoa J.S. Blatter Complex, Apia Toeschouwers: 200 Scheidsrechter: Matthew Breeze |

|                                               |             |         |                                                              |                                                                                           |
| 19 mei 2004 «onderlinge duels» 16:00 (UTC+11) | Samoa       | 1 – 4   | Papoea-Nieuw-Guinea                                          | Toleafoa J.S. Blatter Complex, Apia Toeschouwers: 300 Scheidsrechter: Constantinos Diomis |
| 19 mei 2004 «onderlinge duels» 16:00 (UTC+11) | Michael 69' | Verslag | 16' Davani 37' Andrew Lepani 55' Nathaniel Lepani 68' Komeng | Toleafoa J.S. Blatter Complex, Apia Toeschouwers: 300 Scheidsrechter: Constantinos Diomis |

## Deelnemende landen
| Land                 | Aantal deelnames | Huidig aantal deelnames op rij | Vorige deelname |
| -------------------- | ---------------- | ------------------------------ | --------------- |
| Australië (g)        | 6e               | 6                              | 2002            |
| Fiji                 | 5e               | 2                              | 2002            |
| Nieuw-Zeeland (t)    | 7e               | 7                              | 2002            |
| Salomonseilanden (g) | 5e               | 3                              | 2002            |
| Tahiti               | 7e               | 7                              | 2002            |
| Vanuatu              | 6e               | 4                              | 2002            |

(g) = gastland, (t) = titelverdediger

## Groepsfase
De groepsfase bestond uit de vier winnaars uit de voorkwalificatie en Australië en Nieuw-Zeeland.
| Nr. | Land             | GW | W | G | V | DV | DT | DS  | Ptn | Resultaat                      |
| --- | ---------------- | -- | - | - | - | -- | -- | --- | --- | ------------------------------ |
| 1.  | Australië        | 5  | 4 | 1 | 0 | 21 | 3  | +18 | 13  | Gekwalificeerd voor de finale. |
| 2.  | Salomonseilanden | 5  | 3 | 1 | 1 | 9  | 6  | +3  | 10  | Gekwalificeerd voor de finale. |
| 3.  | Nieuw-Zeeland    | 5  | 3 | 0 | 2 | 17 | 5  | +12 | 9   |                                |
| 4.  | Fiji             | 5  | 1 | 1 | 3 | 3  | 10 | –7  | 4   |                                |
| 5.  | Tahiti           | 5  | 1 | 1 | 3 | 2  | 24 | –22 | 4   |                                |
| 6.  | Vanuatu          | 5  | 1 | 0 | 4 | 5  | 9  | –4  | 3   |                                |

|                                      |         |         |                        |                                                                               |
| 29 mei 2004 «onderlinge duels» 14:00 | Vanuatu | 0 – 1   | Salomonseilanden       | Marden Sports Complex, Adelaide Toeschouwers: 200 Scheidsrechter: Mark Shield |
| 29 mei 2004 «onderlinge duels» 14:00 |         | Verslag | 51' (pen.) Batram Suri | Marden Sports Complex, Adelaide Toeschouwers: 200 Scheidsrechter: Mark Shield |

|                                      |         |       |      |                                                                                |
| 29 mei 2004 «onderlinge duels» 17:30 | Tahiti  | 0 – 0 | Fiji | Hindmarsh Stadium, Adelaide Toeschouwers: 3.000 Scheidsrechter: Stefano Farina |
| 29 mei 2004 «onderlinge duels» 17:30 | Verslag |       |      | Hindmarsh Stadium, Adelaide Toeschouwers: 3.000 Scheidsrechter: Stefano Farina |

|                                      |               |         |               |                                                                                  |
| 29 mei 2004 «onderlinge duels» 20:00 | Australië     | 1 – 0   | Nieuw-Zeeland | Hindmarsh Stadium, Adelaide Toeschouwers: 12.130 Scheidsrechter: Claus Bo Larsen |
| 29 mei 2004 «onderlinge duels» 20:00 | Bresciano 40' | Verslag |               | Hindmarsh Stadium, Adelaide Toeschouwers: 12.130 Scheidsrechter: Claus Bo Larsen |

|                                      |                                  |         |                  |                                                                                              |
| 31 mei 2004 «onderlinge duels» 14:00 | Nieuw-Zeeland                    | 3 – 0   | Salomonseilanden | Marden Sports Complex, Adelaide Toeschouwers: 217 Scheidsrechter: Eduardo Iturralde González |
| 31 mei 2004 «onderlinge duels» 14:00 | Fisher 36' Oughton 81' Lines 90' | Verslag |                  | Marden Sports Complex, Adelaide Toeschouwers: 217 Scheidsrechter: Eduardo Iturralde González |

|                                      |                                                                                                  |         |        |                                                                               |
| 31 mei 2004 «onderlinge duels» 17:30 | Australië                                                                                        | 9 – 0   | Tahiti | Hindmarsh Stadium, Adelaide Toeschouwers: 1.200 Scheidsrechter: Harry Attison |
| 31 mei 2004 «onderlinge duels» 17:30 | Cahill 14', 47' Skoko 43' Simon 44' (e.d.) Sterjovski 51', 61', 74' Zdrilic 85' Chipperfield 89' | Verslag |        | Hindmarsh Stadium, Adelaide Toeschouwers: 1.200 Scheidsrechter: Harry Attison |

|                                      |          |         |         |                                                                                 |
| 31 mei 2004 «onderlinge duels» 20:00 | Fiji     | 1 – 0   | Vanuatu | Hindmarsh Stadium, Adelaide Toeschouwers: 500 Scheidsrechter: Charles Ariiotima |
| 31 mei 2004 «onderlinge duels» 20:00 | Toma 73' | Verslag |         | Hindmarsh Stadium, Adelaide Toeschouwers: 500 Scheidsrechter: Charles Ariiotima |

|                                      |                                                  |         |              |                                                                                                |
| 2 juni 2004 «onderlinge duels» 14:00 | Australië                                        | 6 – 1   | Fiji         | Marden Sports Complex, Adelaide Toeschouwers: 2.200 Scheidsrechter: Eduardo Iturralde González |
| 2 juni 2004 «onderlinge duels» 14:00 | Madaschi 6', 50' Cahill 39', 66', 75' Elrich 89' | Verslag | 19' Gataurua | Marden Sports Complex, Adelaide Toeschouwers: 2.200 Scheidsrechter: Eduardo Iturralde González |

|                                      |        |         |                                             |                                                                            |
| 2 juni 2004 «onderlinge duels» 17:30 | Tahiti | 0 – 4   | Salomonseilanden                            | Hindmarsh Stadium, Adelaide Toeschouwers: 50 Scheidsrechter: Leone Rakaroi |
| 2 juni 2004 «onderlinge duels» 17:30 |        | Verslag | 9' Fa'arodo 14', 80' Menapi 42' Batram Suri | Hindmarsh Stadium, Adelaide Toeschouwers: 50 Scheidsrechter: Leone Rakaroi |

|                                      |                                         |         |                 |                                                                              |
| 2 juni 2004 «onderlinge duels» 20:00 | Vanuatu                                 | 4 – 2   | Nieuw-Zeeland   | Hindmarsh Stadium, Adelaide Toeschouwers: 356 Scheidsrechter: Stefano Farina |
| 2 juni 2004 «onderlinge duels» 20:00 | Chilia 37' Bibi 64' Maleb 72' Qorig 88' | Verslag | 61', 75' Coveny | Hindmarsh Stadium, Adelaide Toeschouwers: 356 Scheidsrechter: Stefano Farina |

|                                      |                                                                                |         |        |                                                                               |
| 4 juni 2004 «onderlinge duels» 14:00 | Nieuw-Zeeland                                                                  | 10 – 0  | Tahiti | Marden Sports Complex, Adelaide Toeschouwers: 200 Scheidsrechter: Mark Shield |
| 4 juni 2004 «onderlinge duels» 14:00 | Coveny 6', 38', 45' Fisher 16', 22', 63' Jones 72' Oughton 74' Nelsen 82', 87' | Verslag |        | Marden Sports Complex, Adelaide Toeschouwers: 200 Scheidsrechter: Mark Shield |

|                                      |          |         |                         |                                                                               |
| 4 juni 2004 «onderlinge duels» 17:30 | Fiji     | 1 – 2   | Salomonseilanden        | Hindmarsh Stadium, Adelaide Toeschouwers: 1.500 Scheidsrechter: Harry Attison |
| 4 juni 2004 «onderlinge duels» 17:30 | Toma 21' | Verslag | 16' Kakai 82' Houkarawa | Hindmarsh Stadium, Adelaide Toeschouwers: 1.500 Scheidsrechter: Harry Attison |

|                                      |         |         |                             |                                                                                   |
| 4 juni 2004 «onderlinge duels» 20:00 | Vanuatu | 0 – 3   | Australië                   | Hindmarsh Stadium, Adelaide Toeschouwers: 4.000 Scheidsrechter: Charles Ariiotima |
| 4 juni 2004 «onderlinge duels» 20:00 |         | Verslag | 25', 85' Aloisi 81' Emerton | Hindmarsh Stadium, Adelaide Toeschouwers: 4.000 Scheidsrechter: Charles Ariiotima |

|                                      |                         |         |          |                                                                                 |
| 6 juni 2004 «onderlinge duels» 14:00 | Tahiti                  | 2 – 1   | Vanuatu  | Marden Sports Complex, Adelaide Toeschouwers: 300 Scheidsrechter: Leone Rakaroi |
| 6 juni 2004 «onderlinge duels» 14:00 | Temataua 40' Wajoka 89' | Verslag | 23' Iwai | Marden Sports Complex, Adelaide Toeschouwers: 300 Scheidsrechter: Leone Rakaroi |

|                                      |      |         |                     |                                                                                 |
| 6 juni 2004 «onderlinge duels» 17:30 | Fiji | 0 – 2   | Nieuw-Zeeland       | Hindmarsh Stadium, Adelaide Toeschouwers: 2.000 Scheidsrechter: Claus Bo Larsen |
| 6 juni 2004 «onderlinge duels» 17:30 |      | Verslag | 8' Bunce 56' Coveny | Hindmarsh Stadium, Adelaide Toeschouwers: 2.000 Scheidsrechter: Claus Bo Larsen |

|                                      |                  |         |                        |                                                                                            |
| 6 juni 2004 «onderlinge duels» 20:00 | Salomonseilanden | 2 – 2   | Australië              | Hindmarsh Stadium, Adelaide Toeschouwers: 3.500 Scheidsrechter: Eduardo Iturralde González |
| 6 juni 2004 «onderlinge duels» 20:00 | Menapi 43', 75'  | Verslag | 50' Cahill 52' Emerton | Hindmarsh Stadium, Adelaide Toeschouwers: 3.500 Scheidsrechter: Eduardo Iturralde González |

## Finale
|                                   |                  |         |                                                  |                                                                                |
| 9 oktober 2004 «onderlinge duels» | Salomonseilanden | 1 – 5   | Australië                                        | Lawson Tamastadion, Honiara Toeschouwers: 21.000 Scheidsrechter: Peter O'Leary |
| 9 oktober 2004 «onderlinge duels» | Batram Suri 60'  | Verslag | 5', 28' Skoko 19' Miličić 43' Emerton 79' Elrich | Lawson Tamastadion, Honiara Toeschouwers: 21.000 Scheidsrechter: Peter O'Leary |

|                                    |                                                                     |         |                  |                                                                                    |
| 12 oktober 2004 «onderlinge duels» | Australië                                                           | 6 – 0   | Salomonseilanden | Sydney Football Stadium, Sydney Toeschouwers: 19.208 Scheidsrechter: Leone Rakaroi |
| 12 oktober 2004 «onderlinge duels» | Miličić 5' Kewell 8' Vidmar 60' Thompson 79' Elrich 82' Emerton 89' | Verslag |                  | Sydney Football Stadium, Sydney Toeschouwers: 19.208 Scheidsrechter: Leone Rakaroi |

| 2004 OFC Nations Cup   |
| ---------------------- |
|                        |
| AUSTRALIË Vierde titel |

## Doelpuntenmakers
De goals uit de voorronde zijn hierin ook opgenomen. 
7 doelpunten
- Veresa Toma

6 doelpunten
- Tim Cahill
- Michel Hmae
- Vaughan Coveny
- Reginald DaVUi

4 doelpunten
- Brett Emerton
- Laisiasa Gataurua
- Seveci Rokotakala
- Brent Fisher

- Andrew Lepani
- Batram Suri
- Henry Fa'arodo

- Commins Menapi
- Jean Maleb
- Etienne Mermer

3 doelpunten
- Ahmad Elrich
- Josip Skoko
- Mile Sterjovski
- Waisake Sabutu

- Paul Poatinda
- Pierre Wajoka
- Alick Maemae

- Axel Temataua
- Seimata Chilia
- Alphose Qorig

2 doelpunten
- John Aloisi
- Ante Milicic
- Esala Masinisau
- José Hmae
- Ryan Nelsen

- Duncan Oughton
- Paul Komboi
- Mauri Wasi
- Tama Fasavalu
- Junior Michael

- Commins Menapi
- Gideon Omorokio
- Jack WSani
- Gabriel Wajoka
- Wilkins Lauru

1 doelpunt
- Natia Natia
- Marco Bresciano
- Scott Chipperfield
- Harry Kewell
- Adrian Madaschi
- Archie Thompson
- Tony Vidmar
- David Zdrilic
- John Pareanga
- Pita Rabo
- Thomas Vulivuli

- Ramon Djamali
- Robert Kaume
- Che Bunce
- Neil Jones
- Aaron Lines
- Eric Komeng
- Michael Lohai
- Nathaniel Lepani
- Dennis Bryce
- George Suri
- Mahlon Houkarawa

- Paul Kakai
- Leslie Leo
- Stanley Waita
- Rino Moretta
- Vincent Simon
- Mark UhaTAi
- Viliami Vaitaki
- Lexa Bibi
- Richard Iwai
- Moise Poida
- Lorry Thomsen

Eigen doelpunt
- Vincent Simon (tegen Australië)

1973 · 1980 · 1996 · 1998 · 2000 · 2002 · 2004 · 2008 · 2012 · 2016 · 2020 · 2024